# Triaspis versata
Triaspis versata är en stekelart som beskrevs av Papp 1984. Triaspis versata ingår i släktet Triaspis och familjen bracksteklar. Inga underarter finns listade i Catalogue of Life.